# Quân đoàn II (Việt Nam Cộng hòa)

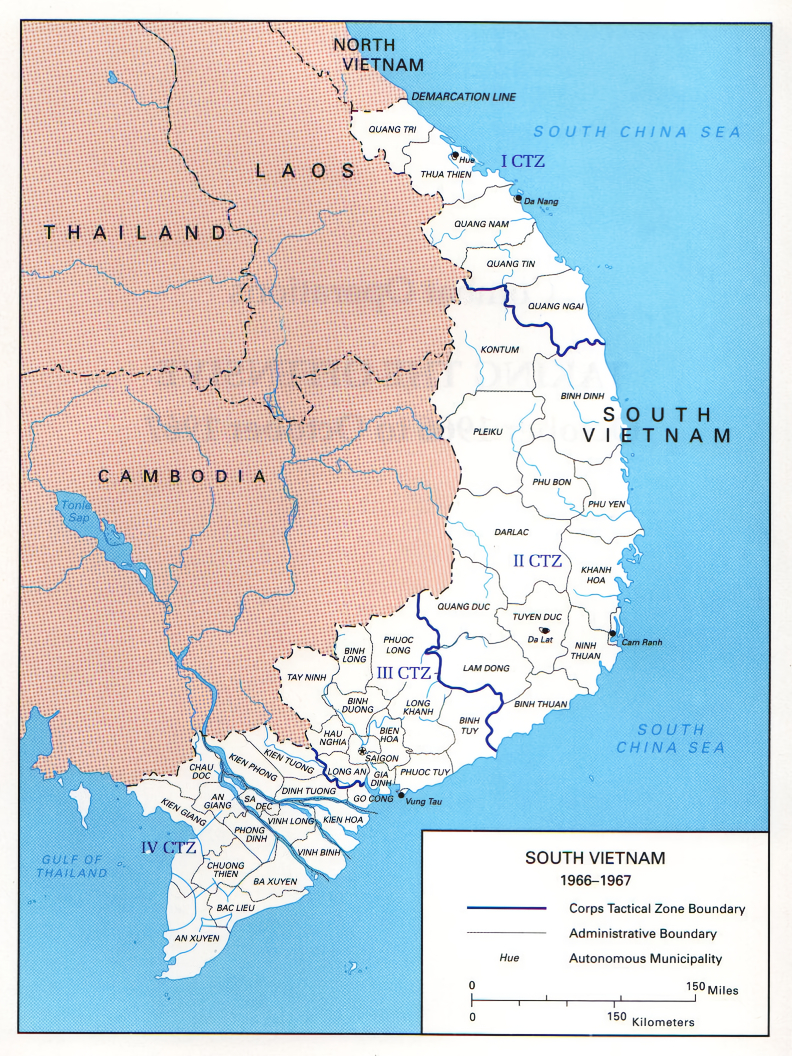
Bản đồ 4 Quân khu Việt Nam Cộng hòa

Quân đoàn II là một đơn vị cấp Quân đoàn, được tổ chức hỗn hợp gồm cả Hải quân - Lục quân - Không quân. Đây là quân đoàn thành lập thứ nhì và là một trong bốn quân đoàn chủ lực của Quân lực Việt Nam Cộng hòa. Trong thời gian tồn tại của mình, Quân đoàn II có nhiệm vụ kiểm soát một vùng lãnh thổ có diện tích rộng lớn và địa hình phức tạp nhất so với 3 quân đoàn còn lại, gồm 7 tỉnh thuộc khu vực Cao nguyên Trung phần: Kontum, Pleiku, Phú Bổn, Darlac, Quảng Đức, Tuyên Đức và Lâm Đồng; 5 tỉnh thuộc vùng duyên hải nam Trung phần: Bình Định, Phú Yên, Khánh Hòa, Ninh Thuận, Bình Thuận và Đặc khu Cam Ranh. Đặc biệt, vùng cao nguyên là đầu cầu của tuyến đường Trường Sơn, tuyến tiếp vận chiến lược của Việt Nam Dân chủ Cộng hòa cho những người Cộng sản miền Nam, vì vậy hầu hết trận đánh lớn giữa lực lượng Quân đội nhân dân Việt Nam và Quân Giải phóng miền Nam Việt Nam với quân đội Mỹ và đồng minh diễn ra trên địa bàn của quân đoàn II. Ngày 10 tháng 3 năm 1975, Quân đội nhân dân và Quân Giải phóng nổ súng tấn công thị xã Ban Mê Thuột, mở đầu Chiến dịch Tây Nguyên. Trước sức ép của đối phương, cùng với cuộc tháo chạy thảm họa trên đường số 7, chỉ trong 10 ngày, 75% lực lượng của Quân đoàn II hoàn toàn tan vỡ, không còn thực sự hiện hữu như là một lực lượng chiến đấu tương xứng với quy mô của nó nữa.

## Lịch sử hình thành
Tiền thân của Vùng II chiến thuật là Đệ tứ Quân khu, được thành lập ngày 1 tháng 7 năm 1952, là một trong 4 Quân khu của Quân đội Quốc gia Việt Nam. Vùng kiểm soát của Đệ tứ Quân khu ban đầu chỉ tương ứng với phần cao nguyên Trung phần Việt Nam (nay là Tây nguyên). Năm 1954, địa bàn các Quân khu được điều chỉnh lại, trong đó Đệ tứ Quân khu được mở rộng thêm phần lãnh thổ Trung Việt kể từ ranh giới phía bắc tỉnh Quảng Ngãi trở xuống.
Sau khi chính thể Việt Nam Cộng hòa chính thức thành lập ngày 26 tháng 10 năm 1956, toàn bộ lãnh thổ Nam Việt Nam do Việt Nam Cộng hòa kiểm soát được chia thành 6 Quân khu. Địa bàn của Đệ tứ Quân khu cũ được tách thành 2 Quân khu mới là Đệ tam Quân khu (gồm các tỉnh Kontum, Pleiku, Bình Định, Phú Yên) và Đệ tứ Quân khu mới (gồm các tỉnh nam cao nguyên Trung phần và phía nam duyên hải Trung phần). Tư lệnh đầu tiên của Đệ tam Quân khu là Đại tá Đỗ Cao Trí và Tư lệnh đầu tiên của Đệ tứ Quân khu là Đại tá Trần Ngọc Tám.
Quân đoàn II được thành lập vào ngày 1 tháng 10 năm 1957 tại Thị xã Ban Mê Thuột, với nòng cốt ban đầu gồm Sư đoàn 14 và Sư đoàn 15 Khinh chiến, do Thiếu tướng Trần Ngọc Tám làm Tư lệnh đầu tiên. Địa bàn kiểm soát của Quân đoàn II bao gồm cả địa bàn của cả Đệ tam và Đệ tứ Quân khu.
Cuối năm 1961, các Quân khu được cải tổ thành các Vùng chiến thuật (trừ Quân khu Thủ đô đổi thành Biệt khu Thủ đô). Đệ tam và Đệ tứ Quân khu được sáp nhập và cải tổ thành Vùng 2 chiến thuật, từ đó có danh hiệu liên hợp Quân đoàn II và Vùng 2 chiến thuật. Địa bàn của Vùng 2 được tổ chức thành các khu chiến thuật: Khu 22 chiến thuật (gồm các tỉnh Kontum, Pleiku, Phú Bổn, Bình Định và Phú Yên) và Khu 23 chiến thuật (gồm các tỉnh Darlac, Tuyên Đức, Quảng Đức, Khánh Hòa, Lâm Đồng, Bình Thuận và Ninh Thuận và Đặc khu Cam Ranh). Các tỉnh cũng được tổ chức về mặt quân sự thành các Tiểu khu chiến thuật, đứng đầu là một sĩ quan cấp Đại tá hoặc Trung tá với chức danh Tỉnh trưởng (hoặc Thị trưởng) kiêm Tiểu khu trưởng, trực tiếp chỉ huy và điều động các đơn vị Địa phương quân và các Chi khu (trong đó có các Trung đội Nghĩa quân). Quân số của mỗi Tiểu khu tương đương với quân số từ một đến hai Trung đoàn bộ binh nhưng về mặt trang bị không bằng các đơn vị chủ lực. Vì vậy khi cần thiết sẽ được sự hỗ trợ của các Sư đoàn bộ binh. Do đó, khi phối hợp tác chiến Tiểu khu trưởng dưới quyền của Tư lệnh Sư đoàn. Tháng 10 năm 1962, Bộ Tư lệnh Quân đoàn di chuyển lên Pleiku (Đặt sở Chỉ huy tại đây cho đến 1975). Sau, 2 tỉnh Kontum và Pleiku được đặt thuộc Biệt khu 24. Ngày 1 tháng 7 năm 1970, Vùng 2 chiến thuật được cải danh thành Quân khu 2.

### Trận chiến cuối cùng
Sau khi Hiệp định Paris 1973 được ký kết, lực lượng quân Mỹ và đồng minh lần lượt rút khỏi Việt Nam. Viện trợ bị cắt giảm.
Trụ sở Bộ Tư lệnh Quân đoàn II đặt tại Pleiku (Tháng 3/1975 chuyển về Nha Trang). Sau năm 1975 nơi này được trưng dụng thành trụ sở Bộ Chỉ huy Quân sự Tỉnh Gia Lai.

## Biên chế tổ chức
Dưới đây là biên chế tổ chức của Quân đoàn II vào đầu năm 1975.
- Bộ Tư lệnh:

| Bộ Tham mưu Sở An ninh Quân đội Phòng Tổng Quản trị | Phòng 2 Tình báo Phòng 3 Tác chiến Bộ chỉ huy Tiếp vận |

- Đơn vị tác chiến trực thuộc:

| Sư đoàn 22 bộ binh: Trách nhiệm địa bàn các tỉnh Kontum, Pleiku, Phú Bổn, Bình Định và Phú Yên Sư đoàn 23 Bộ binh: Trách nhiệm địa bàn các tỉnh Darlac, Quảng Đức, Tuyên Đức, Lâm Đồng, Khánh Hòa, Bình Thuận, Ninh Thuận và Đặc khu Cam Ranh. Địa phương quân và Nghĩa quân: Trách nhiệm trên địa bàn của từng Tiểu khu. |

- Đơn vị tác chiến phối thuộc:

| Hải quân Vùng 2 Duyên hải Sư đoàn 2 Không quân Sư đoàn 6 Không quân | Lữ đoàn 2 Kỵ binh Pháo binh Quân khu 2 Lực lượng Biệt động quân (Liên đoàn 21, 22, 23, 24 và 25) |

- Tiểu khu, Đặc khu trực thuộc:

| Tiểu khu Kontum: Các Chi khu (Quận) Chương Nghĩa, Daksut, Dakto và Yếu khu Thị xã Kontum Tiểu khu Pleiku: Các Chi khu Lệ Trung, Phú Nhơn, Thanh An, Thuận Đức và Yếu khu Thị xã Pleiku Tiểu khu Phú Bổn: Các Chi khu Phú Thiện, Phú Túc, Thuần Mẫn và Yếu khu Thị xã Hậu Bổn Tiểu khu Darlac: Các Chi khu Ban Mê Thuột, Buôn Hồ, Lạc Thiện, Phước An và Yếu khu Thị xã Ban Mê Thuột Tiểu khu Quảng Đức: Các Chi khu Đức Lập, Đức Xuyên, Khiêm Đức, Kiến Đức và Yếu khu Thị xã Gia Nghĩa Tiểu khu Tuyên Đức: Các Chi khu Đơn Dương, Đức Trọng, Lạc Dương và Yếu khu Thị xã Đà Lạt (1 quận) Tiểu khu Lâm Đồng: Các Chi khu Bảo Lộc, Di Linh và Yếu khu Thị xã Bảo Lộc Tiểu khu Bình Định: Các Chi khu An Khê, An Lão, An Nhơn, Bình Khê, Hoài Ân, Hoài Nhơn, Phù Cát, Phù Mỹ, Tuy Phước, Vân Canh, Vĩnh Thạnh và Yếu khu Thị xã Quy Nhơn (Gồm 2 quận: Nhơn Bình và Nhơn Định) Tiểu khu Phú Yên: Các Chi khu Đồng Xuân, Hiếu Xương, Phú Đức, Sông Cầu, Sơn Hoà, Tuy An, Tuy Hoà và Yếu khu Thị xã Tuy Hòa Tiểu khu Khánh Hòa: Các Chi khu Cam Lâm, Diên Khánh, Khánh Dương, Ninh Hòa, Vạn Ninh, Vĩnh Xương và Yếu khu Thị xã Nha Trang (2 quận: 1 và 2) Tiểu khu Ninh Thuận: Các Chi khu An Phước, Bửu Sơn, Du Long, Sông Pha, Thanh Hải và Yếu khu Thị xã Phan Rang Tiểu khu Bình Thuận: Các Chi khu Hải Long, Hải Ninh, Hàm Thuận, Hòa Đa, Phan Lý Chàm, Thiện Giáo, Tuy Phong và Yếu khu Thị xã Phan Thiết Đặc khu Cam Ranh: Yếu khu Thị xã Cam Ranh (Gồm 2 quận: Bắc và Nam) |

## Bộ Tham mưu và Phòng Sở của Quân đoàn II đầu tháng 3/1975
| Stt | Họ và tên                                       | Cấp bậc     | Chức vụ              | Phòng Sở          | Chú thích                         |
| --- | ----------------------------------------------- | ----------- | -------------------- | ----------------- | --------------------------------- |
| 1   | Phạm Văn Phú Võ bị Đà Lạt K8                    | Thiếu tướng | Tư lệnh              | Bộ Tư lệnh        | Tự sát ngày 29/4/1975             |
| 2   | Trần Văn Cẩm Võ bị Địa phương Trung Việt Huế K1 | Chuẩn tướng | Tư lệnh phó          | Bộ Tư lệnh        | Kiêm Phụ tá Hành quân cho Tư lệnh |
| 3   | Lê Văn Thân Võ bị Đà Lạt K7                     | Chuẩn tướng | Tư lệnh phó Lãnh thổ | Bộ Tư lệnh        |                                   |
| 4   | Lê Khắc Lý Võ khoa Thủ Đức K4p                  | Đại tá      | Tham mưu trưởng      | Bộ Tư lệnh        |                                   |
| 5   | Nguyễn Văn Hãn Võ khoa Thủ Đức K3p              | Đại tá      | Chánh Sở             | An ninh Quân đội  |                                   |
| 6   | Phạm Thanh Nghị Võ khoa Nam Định                | Đại tá      | Chỉ huy trưởng       | Tiếp vận          |                                   |
| 7   | Vĩnh Phổ                                        | Đại tá      | Trưởng phòng         | Phòng 2 Tình báo  |                                   |
| 8   | Nguyễn Văn Đệ Võ bị Đà Lạt K10                  | Trung tá    | Trưởng phòng         | Phòng 3 Tác chiến |                                   |
| 9   | Trần Tiệp                                       | Trung tá    | Trưởng phòng         | Tổng Quản trị     |                                   |

## Pháo binh Quân đoàn[14]
| Stt | Họ và tên                         | Cấp bậc  | Chức vụ          | Đơn vị                                 | Chú thích |
| --- | --------------------------------- | -------- | ---------------- | -------------------------------------- | --------- |
| 1   | Nguyễn Ngọc Sáu Võ bị Đà Lạt K8   | Đại tá   | Chỉ huy trưởng   | Bộ Chỉ huy Pháo binh Quân đoàn         |           |
| 2   | Phan Văn Sang Võ bị Đà Lạt K8     | Trung tá | Chỉ huy phó      | Bộ Chỉ huy Pháo binh Quân đoàn         |           |
| 3   | Nguyễn Bá Nguyệt                  | Thiếu tá | Tiểu đoàn trưởng | Tiểu đoàn 103 Cơ động (Đại bác 175 ly) |           |
| 4   | Nguyễn Hữu Nhân                   | Thiếu tá | Tiểu đoàn trưởng | Tiểu đoàn 4 Phòng không                |           |
| 5   | Nguyễn Mạnh Tuấn                  | Trung tá | Tiểu đoàn trưởng | Tiểu đoàn 37 (155 ly)                  |           |
| 6   | Trần Văn Thông Võ khoa Thủ Đức K5 | Trung tá | Tiểu đoàn trưởng | Tiểu đoàn 63 (105 ly)                  |           |
| 7   | Phạm Thế Chương                   | Trung tá | Tiểu đoàn trưởng | Tiểu đoàn 69 (105 ly)                  |           |

## Pháo binh Tiểu khu[17]
| Stt | Họ và tên                         | Cấp bậc  | Chức vụ        | Đơn vị              | Chú thích |
| --- | --------------------------------- | -------- | -------------- | ------------------- | --------- |
| 1   | Lê Đào Võ khoa Thủ Đức K7         | Thiếu tá | Chỉ huy trưởng | Tiểu khu Bình Định  |           |
| 2   | Đinh Văn Sang                     | Thiếu tá | Chỉ huy trưởng | Tiểu khu Phú Yên    |           |
| 3   | Nguyễn Liên Đô                    | Thiếu tá | Chỉ huy trưởng | Tiểu khu Khánh Hòa  |           |
| 4   | Đinh Tiến Hùng Võ khoa Thủ Đức K6 | Trung tá | Chỉ huy trưởng | Tiểu khu Ninh Thuận |           |
| 5   | Nguyễn Công Lý                    | Thiếu tá | Chỉ huy trưởng | Tiểu khu Bình Thuận |           |
| 6   | Tiêu Đại Giang                    | Thiếu tá | Chỉ huy trưởng | Tiểu khu Kontum     |           |
| 7   | Nguyễn Văn Hiển                   | Thiếu tá | Chỉ huy trưởng | Tiểu khu Pleiku     |           |
| 8   | Đặng Văn Song                     | Thiếu tá | Chỉ huy trưởng | Tiểu khu Darlac     |           |
| 9   | Trần Văn Bường Võ bị Đà Lạt K18   | Thiếu tá | Chỉ huy trưởng | Tiểu khu Quảng Đức  |           |
| 10  |                                   |          |                | Tiểu khu Phú Bổn    |           |
| 11  |                                   |          |                | Tiểu khu Tuyên Đức  |           |
| 12  |                                   |          |                | Tiểu khu Lâm Đồng   |           |

## Chỉ huy các đơn vị trực thuộc và phối thuộc
| Stt | Họ và tên                                                                  | Cấp bậc            | Chức vụ                     | Đơn vị                    | Chú thích |
| --- | -------------------------------------------------------------------------- | ------------------ | --------------------------- | ------------------------- | --- |
| 1   | Phan Đình Niệm Võ bị Đà Lạt K4 Lều Thọ Cường Võ khoa Nam Định              | Thiếu tướng Đại tá | Tư lệnh Phó tư lệnh         | Sư đoàn 22 Bộ binh        | Bộ tư lệnh đặt tại Quy Nhơn, Bộ tư lệnh Tiền phương tại Kontum |
| 2   | Lê Trung Tường Võ bị Huế K2 Vũ Thế Quang Võ bị Đà Lạt K4                   | Chuẩn tướng Đại tá | Tư lệnh Phó tư lệnh         | Sư đoàn 23 Bộ binh        | Bộ tư lệnh đặt tại Ban Mê Thuột, Bộ Tư lệnh Tiền phương tại căn cứ Hàm Rồng, Pleiku                                                                                                |
| 3   | Phan Đình Hùng Võ bị Đà Lạt K6                                             | Đại tá             | Tỉnh trưởng Tiểu khu trưởng | Kontum Kontum             | Trung tâm Hành chính Tỉnh và Bộ chỉ huy Tiểu khu đặt tại Kontum |
| 4   | Hoàng Thọ Nhu Võ bị Đà Lạt K10                                             | Đại tá             | Tỉnh trưởng Tiểu khu trưởng | Pleiku Pleiku             | Trung tâm Hành chính Tỉnh và Bộ chỉ huy Tiểu khu đặt tại Pleiku |
| 5   | Lò Văn Bảo Võ bị Đà lạt K8                                                 | Trung tá           | Tỉnh trưởng Tiểu khu trưởng | Phú Bổn Hậu Bổn           | Trung tâm Hành chính Tỉnh và Bộ chỉ huy Tiểu khu đặt tại Hậu Bổn (Cheo Reo) |
| 6   | Nguyễn Trọng Luật Võ khoa Thủ Đức K1                                       | Đại tá             | Tỉnh trưởng Tiểu khu trưởng | Darlac Ban Mê Thuột       | Trung tâm Hành chính Tỉnh và Bộ chỉ huy Tiểu khu đặt tại Ban Mê Thuột |
| 7   | Phạm Văn Nghìn Võ bị Đà Lạt K10                                            | Đại tá             | Tỉnh trưởng Tiểu khu trưởng | Quảng Đức Gia Nghĩa       | Trung tâm Hành chính Tỉnh và Bộ chỉ huy Tiểu khu đặt tại Gia Nghĩa |
| 8   | Nguyễn Hợp Đoàn Võ bị Đà Lạt K4                                            | Đại tá             | Tỉnh trưởng Tiểu khu trưởng | Tuyên Đức Đà Lạt          | Trung tâm Hành chính Tỉnh, Thị và Bộ chỉ huy Tiểu khu đặt tại Thị xã Đà Lạt. Năm 1967, Trung tâm Hành chính và Bộ chỉ huy Tiểu khu Tuyên Đức dời về xã Tùng Nghĩa, quận Đức Trọng. |
| 9   | Vương Đăng Phong                                                           | Trung tá           | Tỉnh trưởng Tiểu khu trưởng | Lâm Đồng Bảo Lộc          | Trung tâm Hành chính Tỉnh và Bộ chỉ huy Tiểu khu đặt tại Bảo Lộc |
| 10  | Trần Đình Vỵ Võ bị Lục quân Pháp                                           | Đại tá             | Tỉnh trưởng Tiểu khu trưởng | Bình Định Quy Nhơn        | Trung tâm Hành chính Tỉnh, Thị và Bộ chỉ huy Tiểu khu đặt tại Thị xã Quy Nhơn |
| 11  | Vũ Quốc gia Võ khoa Thủ Đức K1                                             | Đại tá             | Tỉnh trưởng Tiểu khu trưởng | Phú Yên Tuy Hòa           | Trung tâm Hành chính Tỉnh và Bộ chỉ huy Tiểu khu đặt tại Tuy Hòa |
| 12  | Lý Bá Phẩm Võ bị Huế K2                                                    | Đại tá             | Tỉnh trưởng Tiểu khu trưởng | Khánh Hòa Nha Trang       | Trung tâm Hành chính Tỉnh, Thị và Bộ chỉ huy Tiểu khu đặt tại Thị xã Nha Trang |
| 13  | Ngô Tấn Nghĩa Võ bị Đà Lạt K9                                              | Đại tá             | Tỉnh trưởng Tiểu khu trưởng | Bình Thuận Phan Thiết     | Trung tâm Hành chính Tỉnh và Bộ chỉ huy Tiểu khu đặt tại Phan Thiết |
| 14  | Trương Đăng Liêm Võ khoa Thủ Đức K4                                        | Đại tá             | Tỉnh trưởng Tiểu khu trưởng | Ninh Thuận Phan Rang      | Trung tâm Hành chính Tỉnh và Bộ chỉ huy Tiểu khu đặt tại Phan Rang |
| 15  | Trần Công Liễu Võ bị Đà Lạt K8                                             | Đại tá             | Thị trưởng Đặc khu trưởng   | Đặc khu Cam Ranh Ba Ngòi  | Trung tâm Hành chính Thị xã và Bộ chỉ huy Đặc khu đặt tại Ba Ngòi |
| 16  | Nguyễn Văn Lượng Võ khoa Nam Định Phan Quang Phúc Võ bị Đà Lạt K5          | Chuẩn tướng Đại tá | Tư lệnh Phó tư lệnh         | Sư đoàn 2 KQ              | Đơn vị phối thuộc |
| 17  | Phạm Ngọc Sang Võ khoa Thủ Đức K1 Lưu Đức Thanh Võ bị Không quân Marrakech | Chuẩn tướng Đại tá | Tư lệnh Phó tư lệnh         | Sư đoàn 6 KQ              | Đơn vị phối thuộc |
| 18  | Hoàng Cơ Minh Hải quân Nha Trang K5                                        | Chuẩn tướng        | Tư lệnh                     | Hải khu 2                 | Đơn vị phối thuộc |
| 19  | Phạm Duy Tất Võ khoa Thủ Đức K4p                                           | Chuẩn tướng        | Chỉ huy trưởng              | Biệt động quân Quân khu 2 | Đơn vị phối thuộc |
| 20  | Nguyễn Văn Đồng Lương Chí Võ bị Đà Lạt K10                                 | Đại tá Đại tá      | Tư lệnh Phó tư lệnh         | Lữ đoàn 2 Kỵ binh         | Đơn vị phối thuộc |

## Tư lệnh Quân đoàn qua các thời kỳ
| Stt | Họ và tên                                      | Cấp bậc tại nhiệm                        | Thời gian tại chức | Chú thích                                                                                                 |
| --- | ---------------------------------------------- | ---------------------------------------- | ------------------ | --- |
| 1   | Trần Ngọc Tám Võ bị Liên quân Viễn Đông Đà Lạt | Đại tá (1956) Thiếu tướng (2/1958)       | 10/1957-8/1958     | Tư lệnh đầu tiên. Chức vụ sau cùng: Đại sứ Việt Nam Cộng hòa tại Thái Lan                                 |
| 2   | Tôn Thất Đính Võ bị Huế K1                     | Thiếu tướng (1958)                       | 8/1958-12/1962     | Chức vụ sau cùng: Thượng nghị sĩ nhiệm kỳ 1967-1973.                                                      |
| 3   | Nguyễn Khánh Võ bị Liên quân Viễn Đông Đà lạt  | Thiếu tướng (1960) Trung tướng (1963)    | 12/1962-12/1963    | Chức vụ sau cùng: Quốc trưởng Việt Nam Cộng hòa (1964)                                                    |
| 4   | Đỗ Cao Trí Võ bị Nước Ngọt Vũng Tàu            | Trung tướng (1963)                       | 12/1963-9/1964     | Tư lệnh Quân đoàn III kiêm Tư lệnh Biệt khu Thủ đô. Tử nạn trực thăng năm 1971, được truy thăng Đại tướng |
| 5   | Nguyễn Hữu Có Võ bị Huế K1                     | Thiếu tướng (1963)                       | 9/1964-6/1965      | Chức vụ sau cùng: Trung tướng, Phụ tá Tổng trưởng Quốc phòng (1975)                                       |
| 6   | Vĩnh Lộc Võ bị Lục quân Pháp                   | Thiếu tướng (1965) Trung tướng (1966)    | 6/1965-2/1968      | Chức vụ sau cùng: Tổng tham mưu trưởng (1975)                                                             |
| 7   | Lữ Lan Võ bị Đà Lạt K3                         | Thiếu tướng (1965) Trung tướng (1969)    | 2/1968-8/1970      | Chức vụ sau cùng: Chỉ huy trưởng Trường Cao đẳng Quốc phòng                                               |
| 8   | Ngô Dzu Võ bị Huế K2                           | Thiếu tướng (1964) Trung tướng (11/1970) | 8/1970-5/1972      | Chức vụ sau cùng: Trưởng đoàn Việt Nam Cộng hòa tại Phái đoàn Quân sự 4 bên(1973-1974)                    |
| 9   | Nguyễn Văn Toàn Võ bị Đà Lạt K5                | Thiếu tướng (1970) Trung tướng (3/1974)  | 5/1972-11/1974     | Chức vụ sau cùng: Chỉ huy trưởng Thiết giáp (1974-1975), kiêm Tư lệnh Quân đoàn III & Quân khu 3 (1975)   |
| 10  | Phạm Văn Phú                                   | Thiếu tướng (1971)                       | 11/1974-3/1975     | Tư lệnh cuối cùng. Tự sát ngày 29 tháng 4 năm 1975.                                                       |

## Các đơn vị thuộc dụng Quân đoàn II tháng 3/1975

Sư đoàn 22 Bộ binh
Sư đoàn 23 Bộ binh
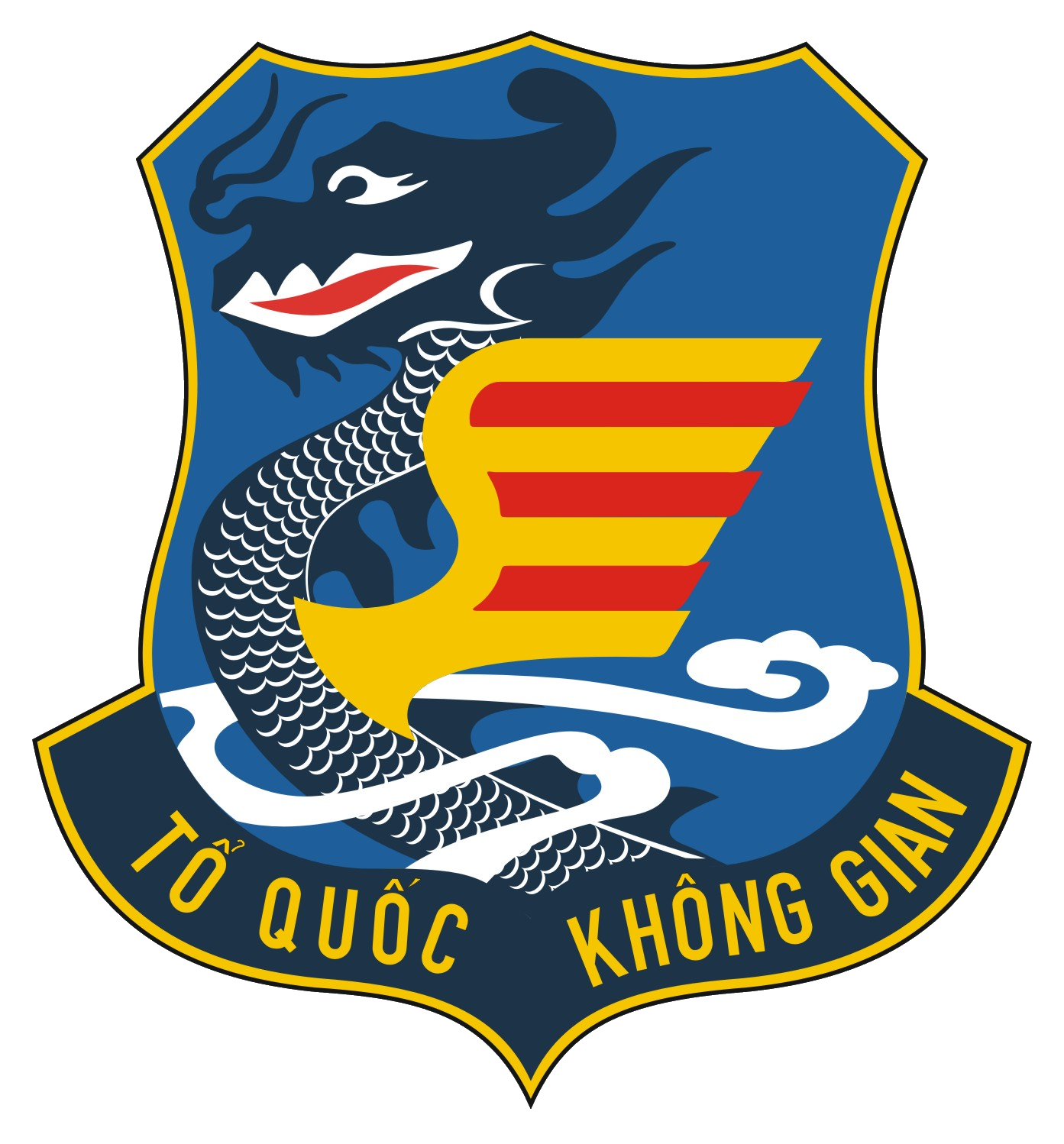
Sư đoàn 2 Không quân
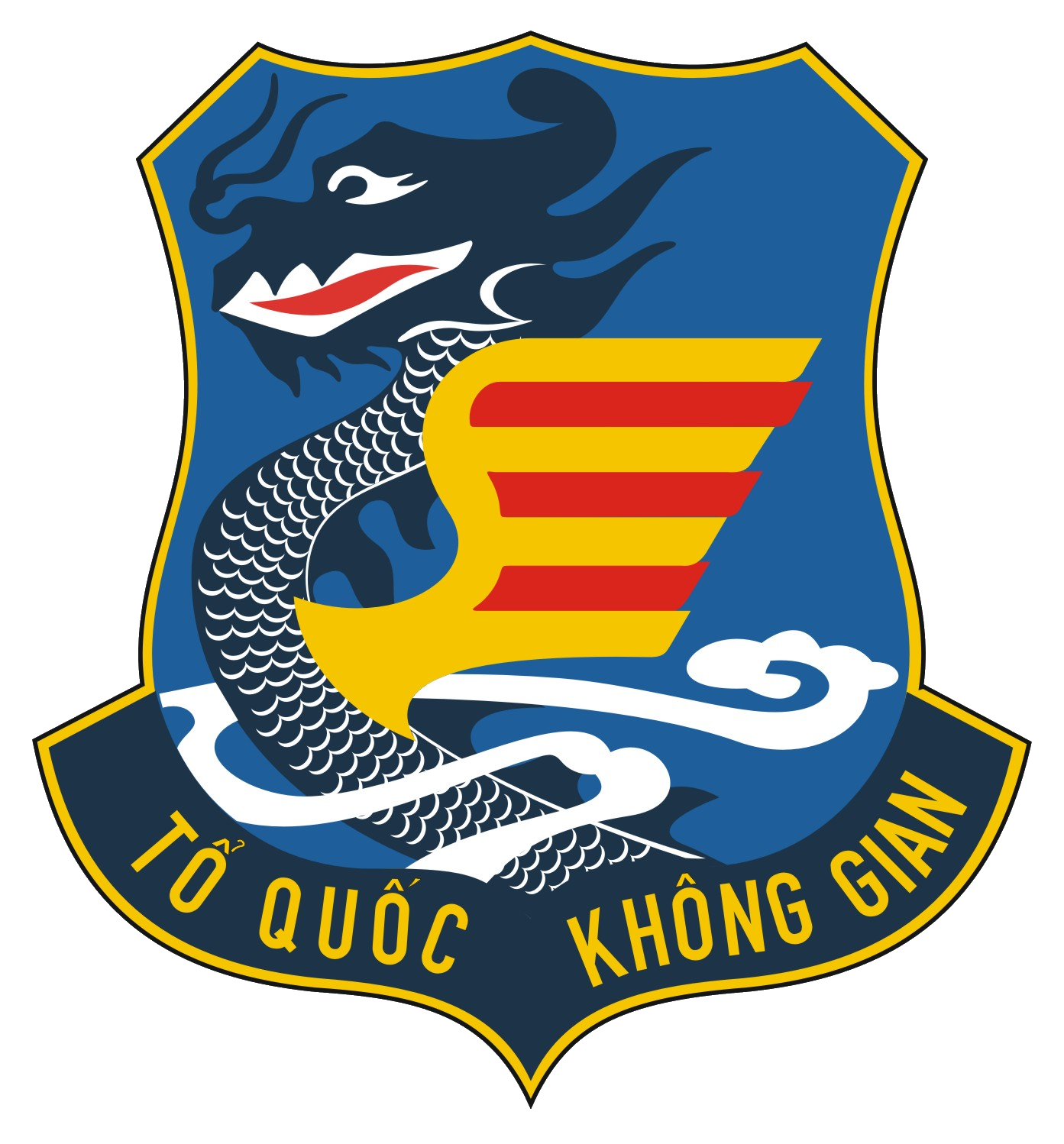
Sư đoàn 6 Không quân
Hải quân Vùng 2 Duyên hải
Biệt động quân Quân khu 2
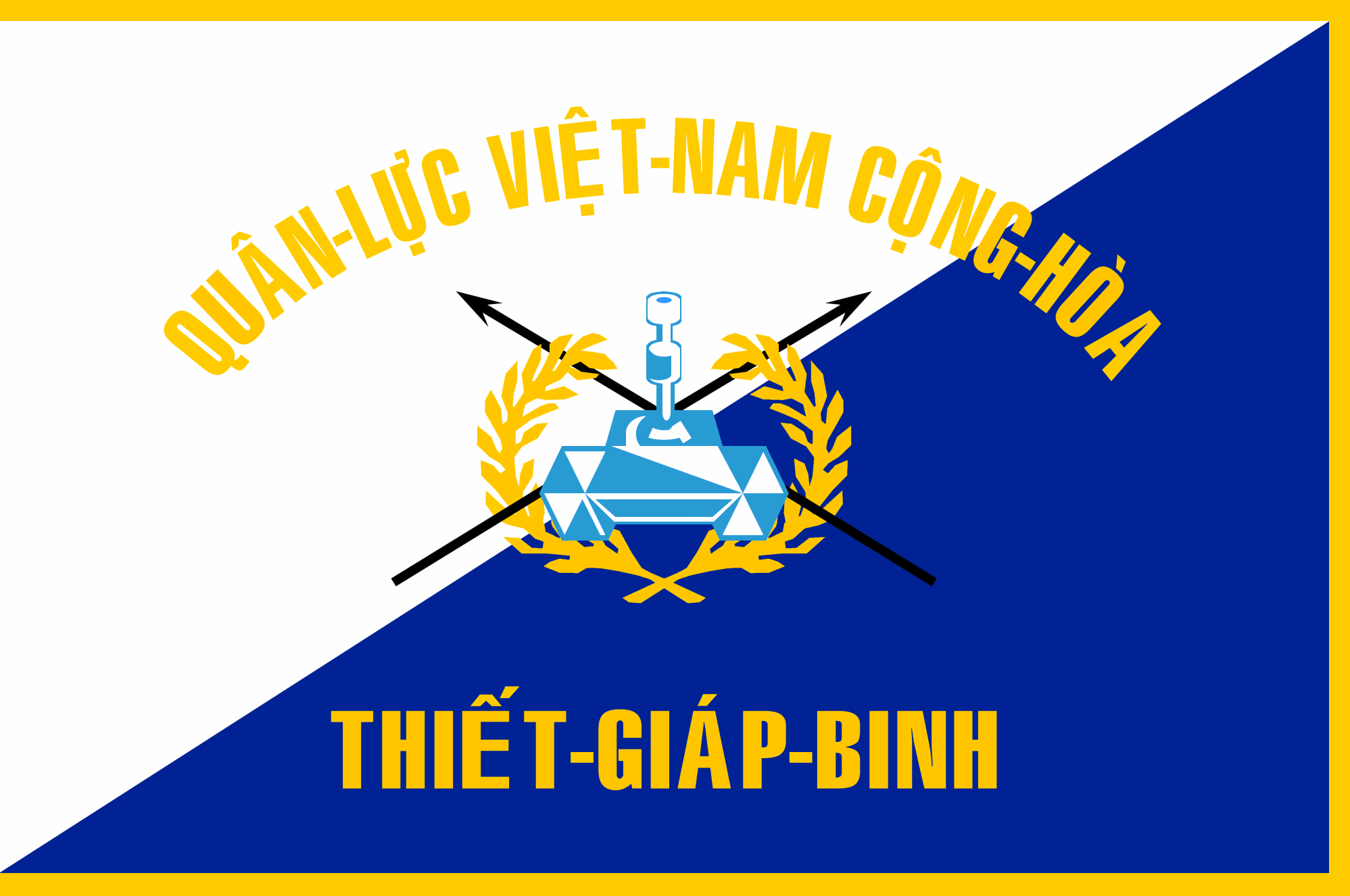
Lữ đoàn 2 Kỵ binh
Pháo binh Quân khu 2
Địa phương quân và Nghĩa quân